# Мезенций

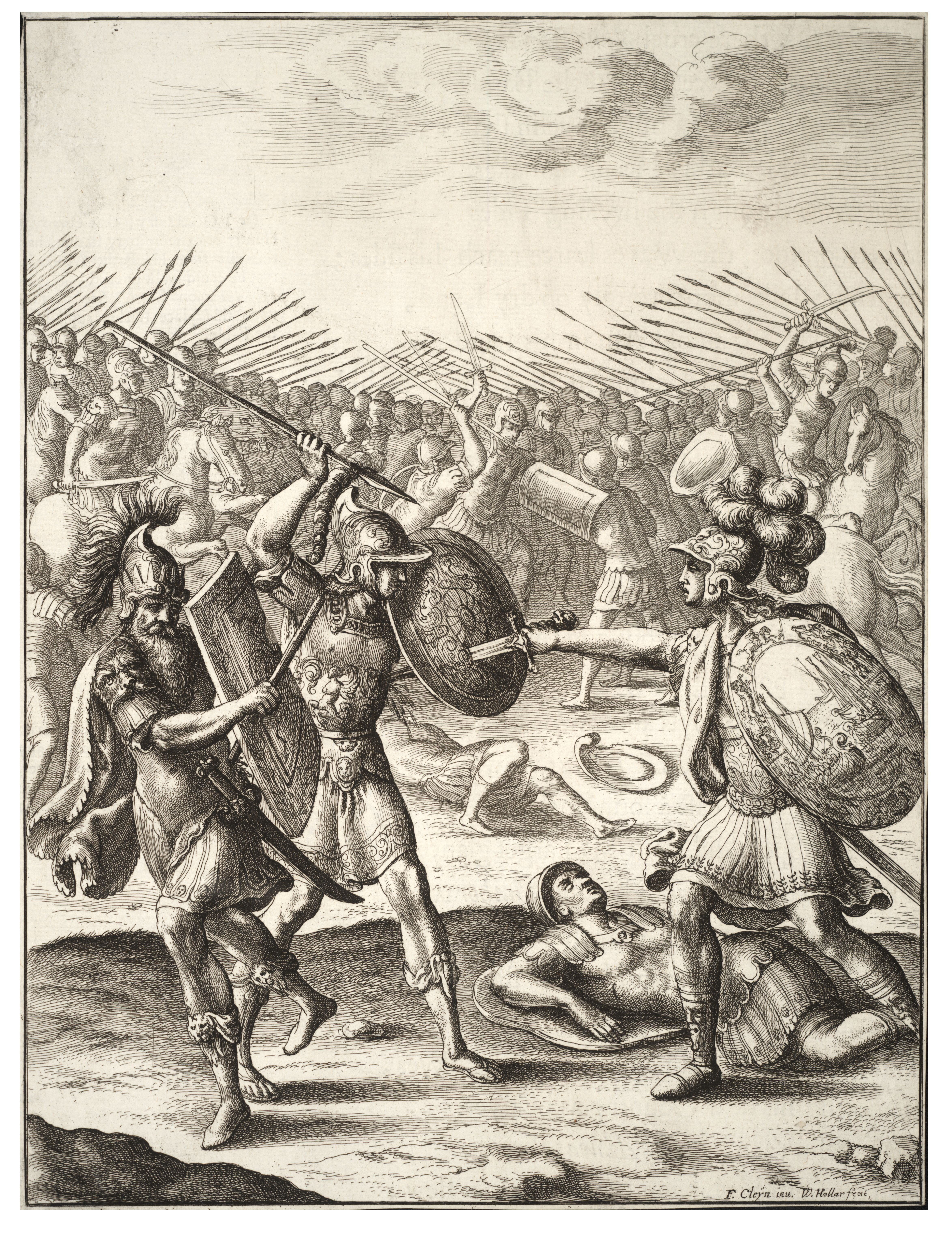

Мезенций (лат. Mezentius) — герой «Энеиды» Вергилия. Царь тирренцев. Изгнан народом и бежал к рутулам. Вышел на бой как союзник Турна. Был убит Энеем.
По другой версии убит Асканием в поединке. Согласно Дионисию Галикарнасскому, Мезенций — царь тирренов, воевавших с Энеем, убит Энеем. После поражения и гибели сына Лавза заключил союз с латинами.